# Der weiße Reiter (Cornwell)
Der weiße Reiter ist ein Roman des britischen Schriftstellers Bernard Cornwell. Das Buch wurde erstmals am 3. Oktober 2005 unter dem Titel The Pale Horseman bei Harper Collins veröffentlicht. Es erschien im Juli 2007 in der deutschen Übersetzung von Michael Windgassen beim Rowohlt Verlag.
Der weiße Reiter ist ein historischer Roman, der im 9. Jahrhundert n. Chr. in Wessex und Cornwall angesiedelt ist. Es handelt sich um den zweiten Teil einer Serie, die unter dem Titel The Saxon Stories die Auseinandersetzungen des angelsächsischen Königs Alfred von Wessex mit den dänischen Wikingern unter König Guthrum beschreibt. Historischen Personen wie den Königen Alfred und Guthrum stehen erfundene Figuren wie der Angelsachse Uhtred, der Held und Erzähler der Geschichte, gegenüber.

## Einordnung in Cornwells Serien
Der weiße Reiter ist die Fortsetzung des Romans Das letzte Königreich, der die Kindheit und Jugend Uhtreds erzählt, und wird mit Die Herren des Nordens, Schwertgesang, Das brennende Land, Der sterbende König und Der Heidenfürst fortgesetzt. Mit Wolfskrieg wurde im April 2019 der elfte Roman des Zyklus um Alfred den Großen und seinen Sohn Edward auf Deutsch veröffentlicht. Die Romanserie ist im Englischen unter dem Namen The Saxon Stories bekannt, im Deutschen heißt sie nach ihrem Protagonisten Die Uhtred-Saga. Wie viele Teile die Serie insgesamt enthalten wird, wurde von Cornwell noch nicht bekanntgegeben.
Der Originaltitel des Werks, The Pale Horseman, bezieht sich auf das Wort der Apokalypse: „Da sah ich ein fahles Pferd; und der Reiter der auf ihm saß, heißt der Tod.“ (Off 6:8)

## Handlung
Uhtred, der am Ende des ersten Teils in der Schlacht bei Cynuit Ubba Lothbrokson auf dem Schlachtfeld getötet hat, kehrt von dort nicht direkt zu Alfred zurück, sondern macht noch einen Umweg, um Frau und Sohn abzuholen. Als er bei Alfred eintrifft, ist sein Rivale Odda bereits am Hof eingetroffen und stellte sich selbst als Bezwinger von Ubba dar. Uhtred gerät in Rage und zieht das Schwert, in Gegenwart des Königs ein Vergehen, das mit dem Tod bestraft wird. Alfred ist gnädig und demütigt ihn bloß, indem er ihn in Büßerkutte auf Knien zum Altar kriechen lässt. Æthelwold, der eigentliche Thronfolger, der allerdings von Alfred vom Thron verdrängt wurde, macht die Bußübung zur Farce, indem er sich selbst lauthalts bezichtigt ein Sünder zu sein und süchtig nach „nackten Frauen und großen Brüsten“ zu sein.
Uhtred fügt sich, verlässt aber verbittert den Hof und kehrt in sein neues Heim zurück. Bald darauf trifft sein Freund Leofric ein, er soll das havarierte Schiff in Stand setzen lassen, dazu bringt er eine Menge Schiffbauer mit, aber auch ein voll ausgerüstetes Schiff.
Uhtred überredet ihn, während die Schiffbauer das Schiff in Gang setzen, gemeinsam auf einen Raubzug in die Sæfernsee (Bristolkanal) zu fahren. Zunächst segeln sie die Küste von Cornwall entlang und werden dort von Peredur, einem lokalen König, um Hilfe gegen seinen Nachbarn gebeten. Als Uhtreds Männer gegen das Fort vorrücken, erkennen sie, dass das Fort von einem Dänen gehalten wird. Das verändert die Lage sowohl für Uhtred, der nicht erwartet hat, kampferprobten Dänen gegenüberzustehen, als auch für den Anführer der Dänen Svein, der genau wie Uhtred die schwer ersetzbaren Verluste einer richtigen Schlacht scheut. Kurzerhand schließen sich die beiden zusammen, Uhtred verrät Peredur und gemeinsam mit Svein fallen sie über die Truppen Peredurs her und plündern das Dorf. Nur einer von Peredurs Männern überlebt das Massaker, ein Mönch namens Asser. Uhtred und Svein teilen die Beute, außerdem nimmt Uhtred Iseult – eine der Frauen Peredurs – mit. Iseult ist eine Frau des alten Volkes (der Kelten). Als Schattenkönigin (geboren während einer Sonnenfinsternis) hat sie Heilkräfte und ist eine Seherin. Ihre außergewöhnliche Schönheit hat bei Uhtreds Entscheidung, Peredur zu verraten eine nicht unwichtige Rolle gespielt.
Uhtred und seine Männer wenden sich nochmals Richtung Bristolkanal. Sie bringen ein dänisches Schiff auf und machen reiche Beute. Zurück in seiner Heimat kauft er sich damit von seinen Schulden bei der Kirche frei, während Leofric die Schiffe zurück in deren Heimathafen bringt.
Uhtred bleibt kaum Zeit, denn er wird zum Witan gerufen. Die schöne Iseult ist inzwischen seine dauernde Begleiterin und Geliebte und zieht mit ihm nach Chippenham. Vor dem Witan wird er (und mit ihm Leofric) wegen des Überfalls auf Peredur von Asser angeklagt. Aber noch mehr – bezichtigt ihn doch Steapa Snotor, ein außerordentlich starker Krieger des jungen Oddas, an einem Raubzug Sveins gegen die Abtei von Cynuit beteiligt gewesen zu sein. Uhtred weiß nicht weiter, denn schließlich ist der größte Teil der Anschuldigungen wahr. Kurzerhand beschuldigt er Asser und Steapa der Lüge und behauptet, dass Peredur ein Verbündeter der Dänen gewesen sei. Steapa fordert auf Befehl Oddas Uhtred kurzerhand zum Zweikampf. Dieses Gottesurteil soll die Entscheidung im Gerichtsprozess bringen. Eigentlich hat Uhtred gegen den Riesen keine vernünftige Chance, aber ihm kommt der Zufall zu Hilfe, denn während die beiden kämpfen, überfallen die Dänen die Stadt.
Es kommt zu einer Massenpanik. Uhtred, Iseult, Leofric und dessen Freundin schlagen sich durch und nach einigen Wochen wilden Herumwanderns treffen sie in den Sümpfen von Athelney auf eine Gruppe Menschen, die gerade von einer Horde Dänen überfallen wird. Die beiden Männer greifen ein und es gelingt ihnen, einige Dänen zu töten. Als die Dänen merken, dass es kein Durchkommen durch die Sümpfe gibt, tritt Guthrum selbst an Uhtred heran. Uhtred verspottet ihn und beleidigt Guthrums über alles geliebte Mutter.
Als der Kampf vorbei ist, stellt sich heraus, dass es die königliche Familie war, deren Leben sie gerade gerettet haben. Uhtred gibt Alfred einen befristeten Eid und Alfred macht ihn daraufhin zum Anführer seiner Leibgarde und beauftragt ihn mit verschiedenen Aufgaben. Da Alfred im Frühjahr ein Heer aufstellen möchte, um Guthrum zurückzuschlagen, macht er sich auf nach Chippenham, um mehr herauszufinden. Dort findet ihn Uhtred – von Dänen zusammengeschlagen. Ehe sie die Stadt verlassen, befreien sie noch Steapa und die Nonne Hild.
Zurück in Athelney erhält Uhtred einen neuen Auftrag, er soll gemeinsam mit Steapa nach Devonshire gehen, um zu erkunden, was Svein macht, und um Odda zu seinem König zu befehlen. In Devonshire erfährt Uhtred, dass sein Sohn gestorben ist und seine Frau ins Kloster gehen möchte. Odda hat mit Svein ein Abkommen geschlossen und von Svein die Königswürde versprochen bekommen. Um die Dänen günstig zu stimmen, werden sie von Odda nicht angegriffen und mit Pferden versorgt. Steapa wendet sich gegen seinen früheren Herrn und tötet ihn. Svein verlässt Devonshire und schließt sich Guthrum an.
Alfred ruft seine Fyrd zusammen. Bei einem Erkundungsritt erwischen Uhtred und sein neuer Freund Pyrlig (ein sehr eigenwilliger Priester) Æthelwold, Alfreds Neffen, den Guthrum als Scheinkönig auf den Thron setzen wollte. Uhtred schuldet ihm noch einen Gefallen und so gibt er ihm die Möglichkeit, sich dem König als Untertan anzuschließen.
In der Folge kommt es zur Schlacht von Eddington. Die Dänen unter Guthrum stehen in einer alten Festung, die von Svein außerhalb. Sveins Truppen werden von den Sachsen zunächst zurückgeworfen. Uhtred schafft es mit einer improvisierten Rede den Kampfgeist der Sachsen zu wecken und Svein zu provozieren. Uhtred bringt den berittenen Svein zu Fall und Steapa tötet ihn. Die Sachsen stehen außerhalb der Festung die von tausenden Dänen besetzt ist. Während Alfred mit den Dänen verhandelt, überfallen dänische Reiter den Tross der Sachsen und töten Iseult. In rasender Wut setzt Uhtred durch, dass die fruchtlosen Verhandlungen, die von den Dänen sowieso nur zum Zeitschinden geführt wurden, abgebrochen werden. Mehrfach rennen die Sachsen in strömendem Regen gegen die Wälle der Festung an und werden unter hohen Verlusten zurückgeworfen. Letztendlich überschreitet der linke Flügel der Sachsen an einer unwegsamen Stelle die Verteidigungsanlagen, die an dieser Stelle kaum verteidigt sind. Die Dänen werden geschlagen. Leofric, der die ganze Zeit an Uhtreds Seite kämpft, fällt. Uhtred wird leicht verwundet und bewahrt seinen Freund, den Dänenfürsten Ragnar, vor der Wut der Sachsen.

## Charaktere der Handlung

### Fiktive Personen
- Uhtred – der Protagonist und Erzähler
- Leofric – Uhtreds Freund, Krieger und Kapitän der Erzengel, eines Schiffs der Wessex’schen Flotte
- Iseult – Britonische Schatten-Königin aus Cornwall
- Pater Beocca – Alfreds Priester und Freund von Uhtreds Familie
- Svein vom weißen Pferd – dänischer Herrscher in Irland
- Fürst Ragnar Ragnarsson (Ragnar der Jüngere) – Uhtreds enger Freund
- Odda der Jüngere – Alderman Oddas Sohn und Uhtreds Feind
- Steapa Snotor – Leibwächter Oddas des Jüngeren
- Pater Pyrlig – ehemaliger walisischer Krieger, jetzt Priester
- Eanflæd – durch Uhtred gerettete „Hure“ aus Cippanhamm
- Hild – durch Uhtred gerettete Nonne aus Cippanhamm
- Mildrith – Uhtreds zweite, westsächsische Frau

### Historische Personen
- König Alfred von Wessex (Alfred der Große) – König von Wessex
- Guthrum der Unglückliche – Dänischer Herrscher im Danelag
- Haesten – Durch Uhtred befreiter dänischer Sklave, schließt sich später Guthrum an.
- Ælswith – Alfreds Frau, welche gegen Uhtred ist
- Ethelflæd – Alfreds Tochter
- Æthelwold – Alfreds Neffe und Freund von Uhtred
- Bruder Asser – Walisischer Mönch und Uhtreds Feind